# Gadol
Gadol (hebräisch: גדול, Plural: Gedolim) ist ein Begriff aus der jüdischen Tradition, die eine religiöse Autorität bezeichnet. Er wird oft für Rabbiner verwendet, die als führende halachische Entscheider oder spirituelle Leiter einer Generation anerkannt sind.
Gadol Hador („Größter der Generation“) bezeichnet den unübertroffenen Rabbi einer Epoche, der zentrale religiöse und gesellschaftliche Entscheidungen beeinflusst.
Ein Gadol wird für sein umfassendes Wissen über die Halacha respektiert, ebenso als moralisches Vorbild und spiritueller Ratgeber. Viele Anhänger betrachten seine Worte als maßgeblich und glauben, dass er eine besondere Ruach Hakodesh („göttliche Inspiration“) besitzt.

## Bekannte Gedolim
Einige der bedeutendsten Gedolim der jüdischen Geschichte sind:
- Rabbi Akiva (ca. 50–135 n. Chr.)
- Maimonides (Rambam) (1135–1204)
- Vilna Gaon (1720–1797)
- Moshe Feinstein (1895–1986)